# شهرستان آچخوی-مارتانوفسکی
شهرستان آچخوی-مارتانوفسکی (به لاتین: Achkhoy-Martanovsky District) یک منطقهٔ مسکونی در روسیه است که در چچن واقع شده‌است.